# Matīss Miknis
Matīss Miknis (Valmiera, 29 dicembre 1992) è un bobbista lettone, campione europeo nel bob a due a Sigulda 2020.

## Biografia
Compete dal 2014 per la squadra nazionale lettone, inizialmente come pilota per poi convertirsi al ruolo di frenatore. Debuttò in Coppa Europa nel novembre 2014 e dopo aver disputato la prima stagione come pilota, dal 2015/16 passò a spingere le slitte condotte da Oskars Melbārdis e soprattutto Oskars Ķibermanis, con cui poi proseguirà il sodalizio. Si distinse nelle categorie giovanili vincendo una medaglia d'argento ai mondiali juniores ottenuta ad Altenberg 2015 nel bob a due con Ķibermanis.

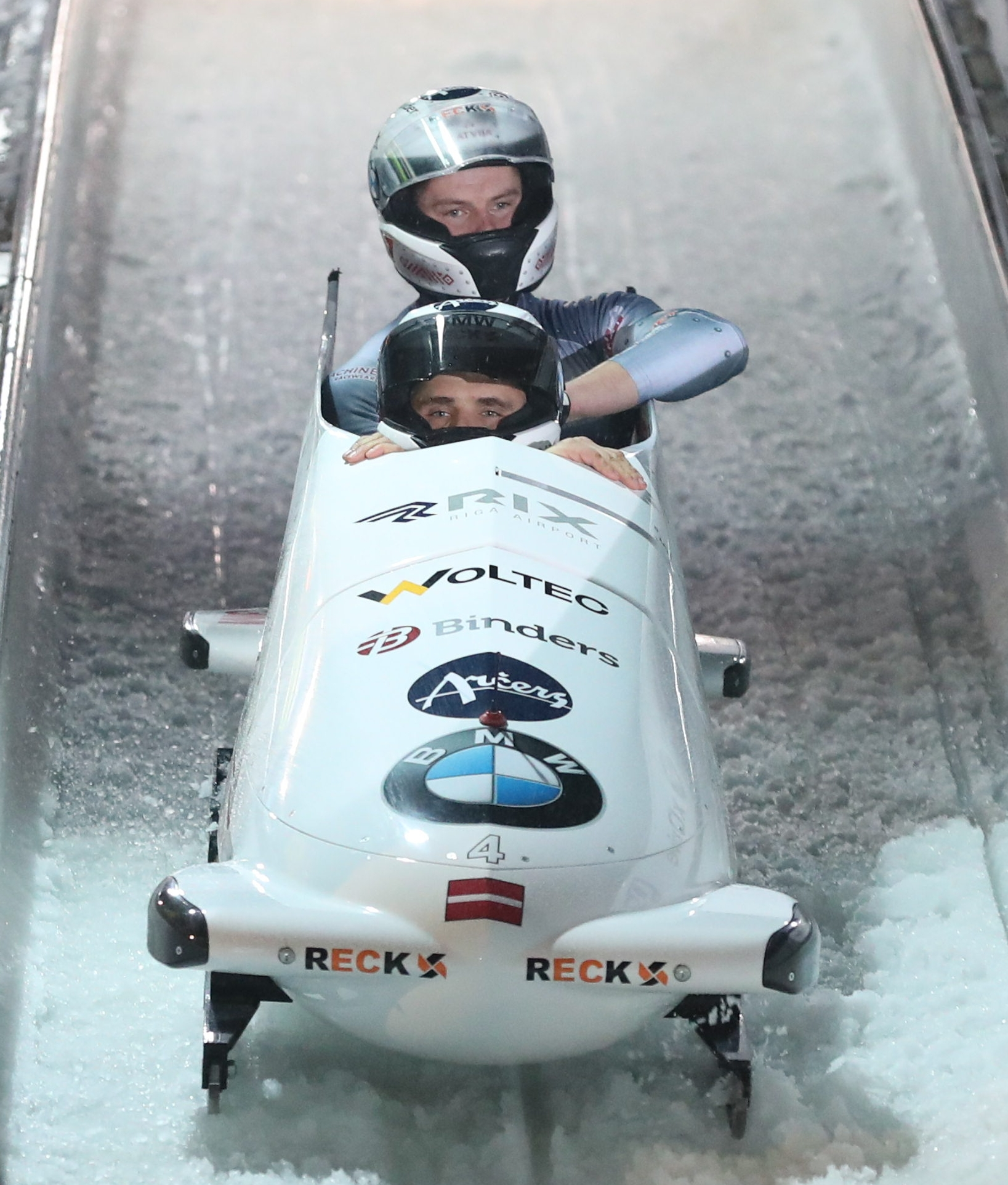
Miknis (dietro) con Oskars Ķibermanis in gara ad Altenberg nel 2019

Esordì in Coppa del Mondo nella stagione 2015/16, il 25 gennaio 2015 a Sankt Moritz dove terminò la gara al 18º posto nel bob a quattro (con Uģis Žaļims alla guida) e ottenne il suo primo podio il 7 gennaio 2017 ad Altenberg (3º nel bob a due con Ķibermanis). Vinse la sua prima gara il 22 gennaio 2017 a Sankt Moritz nel bob a quattro con Ķibermanis, Jānis Jansons e Raivis Zīrups.
Ha partecipato ai Giochi olimpici invernali di Pyeongchang 2018, piazzandosi al nono posto nel bob a due e al decimo nel bob a quattro, in entrambe le competizioni con Ķibermanis alla guida delle slitte.

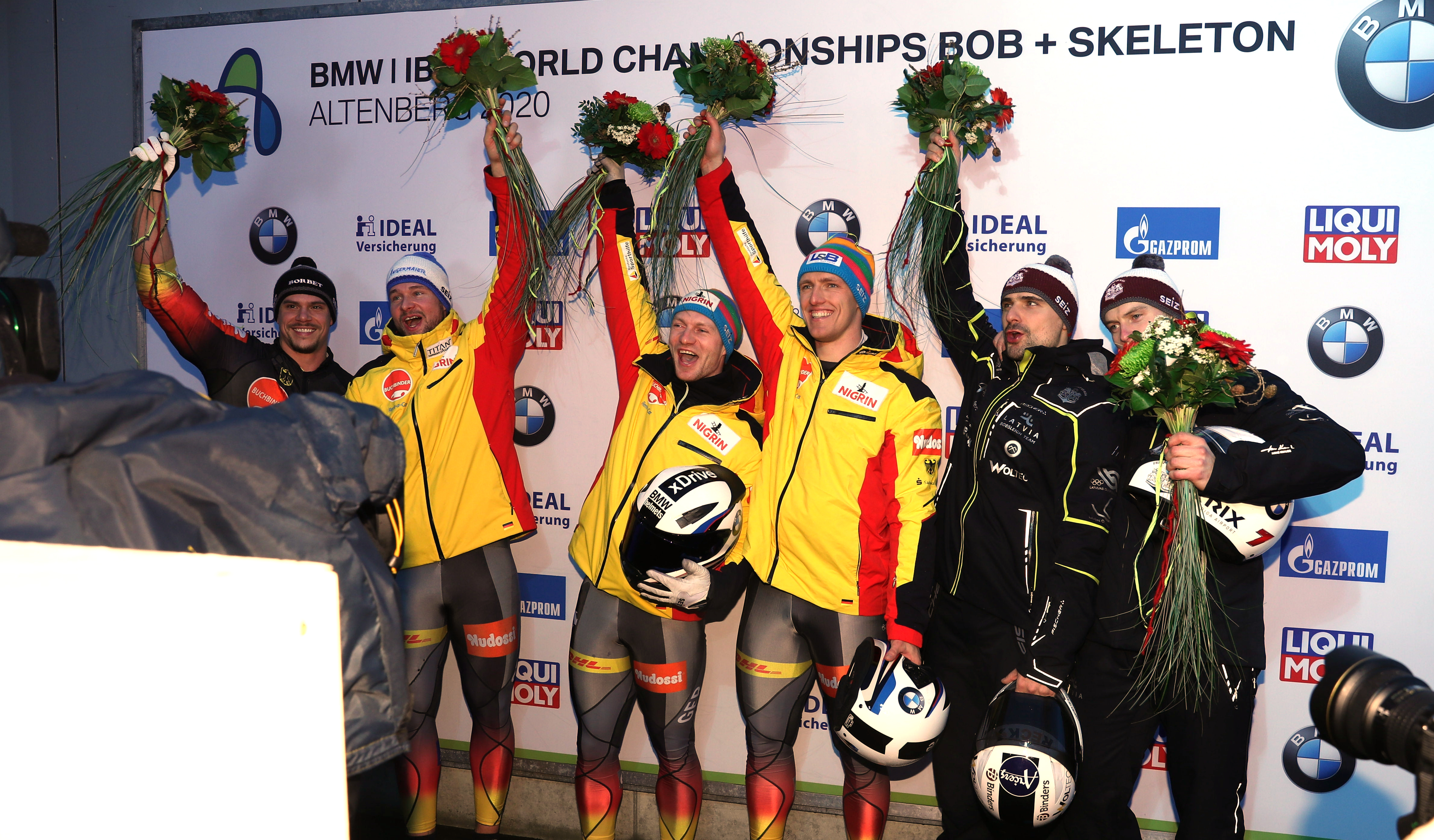
Miknis (il primo da destra) sul podio del bob a due ai campionati mondiali di Altenberg 2020, dove vinse la medaglia di bronzo in coppia con Oskars Ķibermanis

Prese inoltre parte a sei edizioni dei campionati mondiali, conquistando un totale di tre medaglie: una d'argento e due di bronzo. Nel dettaglio i suoi risultati nelle prove iridate sono stati, quattordicesimo a Igls 2016, quarto a Schönau am Königssee 2017, sesto a Whistler 2019, medaglia di bronzo ad Altenberg 2020 in coppia con Oskars Ķibermanis e sesto ad Altenberg 2021; nel bob a quattro: decimo a Igls 2016, decimo a Schönau am Königssee 2017, medaglia d'argento a Whistler 2019 con Oskars Ķibermanis, Arvis Vilkaste e Jānis Strenga, quarto ad Altenberg 2020, quarto ad Altenberg 2021, medaglia di bronzo a Sankt Moritz 2023. 
Ha altresì vinto tre medaglie agli europei, di cui una d'oro conquistata nel bob a due a Sigulda 2020 una d'argento vinta nel bob a quattro a Schönau am Königssee 2019 e una di bronzo ottenuta nel bob a due a Winterberg 2017, tutte con Ķibermanis alla guida delle slitte.

## Palmarès

### Mondiali
- 3 medaglie:
  - 1 argento (bob a quattro a Whistler 2019);
  - 2 bronzi (bob a due a Altenberg 2020; bob a quattro a Sankt Moritz 2023).

### Europei
- 3 medaglie:
  - 1 oro (bob a due a Sigulda 2020);
  - 1 argento (bob a quattro a Schönau am Königssee 2019);
  - 1 bronzo (bob a due a Winterberg 2017).

### Mondiali juniores
- 1 medaglia:
  - 1 argento (bob a due ad Altenberg 2015).

### Coppa del Mondo
- 33 podi (20 nel bob a due, 13 nel bob a quattro):
  - 3 vittorie (2 nel bob a due, 1 nel bob a quattro);
  - 17 secondi posti (10 nel bob a due, 7 nel bob a quattro);
  - 13 terzi posti (8 nel bob a due, 5 nel bob a quattro).

#### Coppa del Mondo - vittorie
| Data             | Luogo        | Paese    | Disciplina                                                              |
| ---------------- | ------------ | -------- | ----------------------------------------------------------------------- |
| 22 gennaio 2017  | Sankt Moritz | Svizzera | a quattro con Oskars Ķibermanis (pilota), Jānis Jansons e Raivis Zīrups |
| 15 febbraio 2020 | Sigulda      | Lettonia | a due con Oskars Ķibermanis (pilota)                                    |
| 16 febbraio 2020 | Sigulda      | Lettonia | a due con Oskars Ķibermanis (pilota)                                    |

### Coppa Europa
- Miglior piazzamento in classifica generale nel bob a due: 43º nel 2014/15;
- Miglior piazzamento classifica generale nel bob a quattro: 33º nel 2014/15;
- Miglior piazzamento classifica generale nella combinata maschile: 37º nel 2014/15;
- 5 podi (4 nel bob a due e 1 nel bob a quattro):
  - 1 vittoria (nel bob a due);
  - 2 secondi posti (1 nel bob a due e 1 nel bob a quattro);
  - 2 terzi posti (nel bob a due).